# ديث ستراندنغ 2: على الشاطئ
ديث ستراندنغ 2: على الشاطئ (بالإنجليزية: Death Stranding 2: On the beach) هي لعبة فيديو قادمة من تطوير شركة كوجيما برودكشنز ونشر شركة سوني إنتراكتيف إنترتينمنت. بدأ تطوير اللعبة في أوائل عام 2020 وتم الإعلان عن اللعبة رسمياً خلال حفل جوائز اللعبة 2022. صدرت اللعبة في 26 يونيو، 2025، حيث تتوفر 18 لغة، ومن بينها العربية.

## الاستقبال
| استقبال |         |
| --- | ------- |
| مجموع النقاط المجموع نقاط ميتاكريتيك 90/100 [ 7 ] نتائج المراجعة نشرة نقاط يورو غيمر 4/5 [ 8 ] غيم إنفورمر 8.75/10 [ 9 ] غيم سبوت 7/10 [ 10 ] غيمز رادار 4/5 [ 11 ] آي جي إن 9/10 [ 12 ] فيديو غيمر.كوم 9/10 [ 13 ] |         |
| مجموع النقاط |         |
| المجموع | نقاط    |
| ميتاكريتيك | 90/100  |
| نتائج المراجعة |         |
| نشرة | نقاط    |
| يورو غيمر | 4/5     |
| غيم إنفورمر | 8.75/10 |
| غيم سبوت | 7/10    |
| غيمز رادار | 4/5     |
| آي جي إن | 9/10    |
| فيديو غيمر.كوم | 9/10    |

حصلت لعبة ديث ستراندنغ 2: على الشاطئ على "إشادة عالمية" من النقاد، وفقًا لموقع تجميع المراجعات ميتاكريتيك وأوبن كريتك.

## روابط خارجية
ديث ستراندنغ 2 على موقع IMDb (الإنجليزية)